# Аед Руад
Аед Руад мак Бадарн (ірл. — Áed Rúad) — він же: Аед Рудий, Ед Руад, Ед Рудий — верховний король Ірландії. Час правління: 530–509 до н. е. (згідно з «Історією Ірландії» Джеффрі Кітінга) [3] або 731–724 до н. е., 710–703 до н. е., 689–682 до н. е. (відповідно до «Хроніки Чотирьох Майстрів») [2]. Персонаж чисельних ірландських легенд, міфів та історичних переказів. Родич таких легендарних персонажів ірландської історії як Діхорба, Деман, Кімбаех, Фінтан, Айргетмар. Дочкою Аеда Руада була легендарна верховна королева Ірландії Маха Рудоволоса.

## Прихід до влади
Прийшов до влади після вбивства свого попередника — Лугайда Лайгдеха (ірл. — Lugaid Laigdech).

### Правління
Згідно легенд три онуки верховного короля Ірландії Айргетмара — Аед Руад, Діхорба та Кімбаех після смерті верховного короля Ірландії Лугайда Лайгдеха вирішили поділити владу наступним чином: правити Ірландією по черзі — мінятися на троні через кожні 7 років. Так і було — Аед Руад три рази по 7 років правив Ірландією, передаючи владу щоразу Діхорбі.

## Смерть і боротьба його родичів за владу
Аед Руад загинув, втопившись у водоспаді. Цей водоспад на його честь назвали Еас Руад (ірл. — Eas Ruaid) — зараз називається Assaroe Falls — розташований у графстві Донегол на півночі Ірландії. Після його смерті владу між собою поділили Діхорба та Кімбаех. Але дочка Аед Руада — Маха Рудоволоса зажадала правити Ірландією, вважаючи своє право на трон незаперечним. Почалася між ними жорстока боротьба за владу. Діхорба був вбитий. Маха Рудоволося змусила дітей Діхорби збудувати місто Емайн Маху і палац у цьому місті. Пізніше, Емайн Маха стала столицею могутнього і славного королівства Улад (Ольстер). Маха Рудоволося вийшла заміж за Кімбаеха — це було свого роду компромісом і перемир'ям. Потім Кімбаех помер від чуми і Маха Рудоволоса стала правити Ірландією одноосібно. У різних легендах та історичних переказах наводяться різні причини смерті Аеда Руада — деякі джерела пишуть, що він був убитий в боротьбі за владу. «Книга Захоплень Ірландії» синхронізує його правління з часом правління Олександр Македонського (336–323 до н. е.), що сумнівно [1].